# Hylaeamys
Genre
Répartition géographique
Hylaeamys est un genre de rongeurs américains de la famille des Cricetidae.

## Systématique
Le genre Hylaeamys a été créé en 2006 par les mammalogistes Marcelo Weksler (d), Alexandre Reis Percequillo (d) et Robert S. Voss (d) avec comme espèce type Mus megacephalus Fischer, 1814.

## Liste d'espèces
Selon BioLib (25 février 2022) :
- Hylaeamys acritus (Emmons & Patton, 2005)
- Hylaeamys laticeps (Lund, 1840)
- Hylaeamys megacephalus (Fischer, 1814)
- Hylaeamys oniscus (Thomas, 1904)
- Hylaeamys perenensis (J.A. Allen, 1901)
- Hylaeamys seuanezi ((Weksler, Geise & Cerqueira, 1999)
- Hylaeamys tatei (Musser, Carleton, Brothers & Gardner, 1998)
- Hylaeamys yunganus (Thomas, 1902)

## Publication originale
- (en) Marcelo Weksler, Alexandre Reis Percequillo et Robert S. Voss, « Ten New Genera of Oryzomyine Rodents (Cricetidae: Sigmodontinae) », American Museum Novitates, New York, Musée américain d'histoire naturelle, vol. 3537, no 1,‎ 2006, p. 1 (ISSN 0003-0082 et 1937-352X, OCLC 47720325, DOI 10.1206/0003-0082(2006)3537[1:TNGOOR]2.0.CO;2, lire en ligne).